# Alcanar (ort)
Alcanar är en ort i Spanien.   Den ligger i provinsen Província de Tarragona och regionen Katalonien, i den östra delen av landet, 400 km öster om huvudstaden Madrid. Alcanar ligger 67 meter över havet och antalet invånare är 10 570.
Terrängen runt Alcanar är platt åt sydväst, men åt nordost är den kuperad. Havet är nära Alcanar åt sydost. Närmaste större samhälle är Vinaròs, 8,1 km söder om Alcanar. 